# Denis de Rougemont

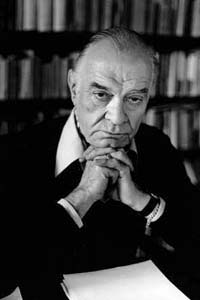
Denis de Rougemont de Erling Mandelmann

Denis de Rougemont (n. 8 septembrie 1906, Couvet - d. 6 decembrie 1985, Geneva), a fost un scriitor, filozof și profesor universitar elvețian.

## Biografie

### Primii pași
Denis de Rougemont a fost fiul lui Georges de Rougemont, pastor, și Alice, născută Bovet. Familia de Rougemont este originară din Saint-Aubin, lângă Neuchâtel . În 1784, ea a primit un "semn de recunoaștere a fostei nobillități" de la Regele Frederick al II-lea al Prusiei (Neuchâtel era atunci un principat al Prusiei). Membrii ai familiei de Rougemont au făcut parte din Consiliul de Stat al principatului Neuchâtel.
Denis de Rougemont locuiește în casa burgheză a părinților cu cele două surori și fratele în Areuse, un cătun situat între Boudry și Neuchâtel. A urmat școala primară în Couvet din 1912 până în 1918. Această experiență l-a inspirat mai târziu în lucrarea Efectele negative ale educației publice (1929), un pamflet asupra rolului antieducativ al școlii. Din 1918 până în 1925, el a urmat Collège latin și apoi gimnaziul (colegiul) din Neuchâtel, secția științe. În 1923, a scris un prim articol despre " Henry de Montherlant și morala fotbalului ", publicat în Săptămâna literară din Geneva. Din 1925 până în 1927, urmează cursurile Universității din Neuchâtel, Facultatea de Litere; participă la cursul de psihologie al lui Jean Piaget și seminarul acestuia despre epistemologia genetică; de asemenea, cursul lui Max Niedermann despre lingvistica lui Ferdinand de Saussure. Între 1926 și 1929 descoperă o parte a Europei, prin excursii la Viena, în Ungaria, Bavaria, Prusia, în Baden-Württemberg și la Lacul Garda (le-a descris în Țăranul de la Dunăre). În 1930, la sfârșitul studiilor sale obține licența în litere.

### Debutul profesional
În același an, Denis de Rougemont se stabilește la Paris, unde este responsabil de direcția literară a editurii "Je Sers" (care publică autori precum  Søren Kierkegaard, Karl Barth, Nicolas Berdiaeff, Ortega y Gasset). Apartenența la mișcarea non-conformiștilor anilor 30, i-a cunoscut și apoi a lucrat, printre alții, cu Gabriel Marcel, Emmanuel Mounier, Alexandre Marc, Arnaud Dandieu, Robert Aron. În 1932, la Frankfurt, a participat la o reuniune a tinerelor grupuri revoluționare europene, și apoi la lansarea a două grupuri personaliste și a publicațiilor lor, Spiritul (cu Emmanuel Mounier și Georges Izard) șiOrdine nouă (inclusiv Robert Aron, Arnaud Dandieu, Alexandre Marc). De asemenea, colaborează la revista Planuri, este co-fondator al Hic et Nunc (de tendință barthiană) cu Henry Corbin, Roger Jézéquel (Roger Breuil), Roland de Pury și Albert-Marie Schmidt. 
În fine, a colaborat la Nouvelle Revue française, unde a prezentat, în 1932, un " Caiet al revendicărilor tineretului francez ".
În șomaj timp de doi ani, a trăit în parte în exil intern peinsula Ré, scriind Jurnalul unui intelectual în șomaj (publicat în 1937)
În 1934, publicase Politica Persoanei și tradusese, în 1935, primul volum al Dogmaticii lui Karl Barth.
Până în 1936, Denis de Rougemont este lector la Universitatea din Frankfurt și redactor-șef al  Nouveaux Cahiers (până în 1939). A publicat, în 1936, <i id="mwbQ">Să gândești cu mâinile</i>, și apoi eseul Viziunea fizionomică a lumii. Din martie până în iunie 1938, Denis de Rougemont este ocupat cu scrierea uneia dintre lucrările sale majore, Iubirea și occidentul. În luna octombrie a aceluiași an, a publicat Jurnalul german și, în noiembrie, livretul la Nicolas de Flue, oratoriu de Arthur Honegger.
Până la izbucnirea celui de - Al Doilea Război Mondial, a publicat mai multe articole în Esprit, în Ordre Nouveau, în Nouvelle Revue française, Revue de Paris  și cronici în Le Figaro.

### Perioada războiului
Rougemont este mobilizat în septembrie 1939 în armata elvețiană. Este cofondator al Ligii de la Gotthard, un grup de rezistență în Elveția pentru împotriva fascismului european victorios, scriind și manifestul Ce este Liga de la Gotthard ?. 
Când germanii au intrat în Paris, el a scris un articol foarte polemic în Gazette de Lausanne (" În acest moment în care la Paris.... ") care, ca urmare a protestelor și a presiunii din partea guvernului german, i-a adus mânia guvernului elvețian: el a fost condamnat, pentru insultă la adresa unui șef de stat străin, la cincisprezece zile de închisoare militară, pe care le-a petrecut în casă. 
La sfârșitul lunii august 1940, Denis de Rougemont este trimis foarte oficial (cu pașapoarte diplomatice) în Statele Unite ale Americii, pentru ține prelegeri despre Elveția. S-a stabilit în apropiere de New York, în luna octombrie a aceluiași an.
După ce a scris și publicat Inima Europei: Elveția, el participă la crearea, la Carnegie Hall , a oratoriului Nicolas de Flue. El se va deplasa în Argentina, din iulie până în noiembrie, participând la cercul " Sur " (sud, în spaniolă), convocat de către Victoria Ocampo, gazda sa. El dă multe prelegeri și publică în limba spaniolă cartea sa despre Elveția. În ajunul atacului de la Pearl Harbor, s-a întors la New York. Profesorul din 1942 la École libre des hautes études (o universitate franceză în exil), apoi redactor la departamentul Biroul Informațiilor de Război, al postului de radio " Vocea Americii vorbește francezilor ", scrie în cinci săptămâni Partea Diavolului, care apare la sfârșitul anului 1942. El îi întâlnește pe Saint-John Perse, pe Saint-Exupéry, pe Marcel Duchamp, pe André Breton, pe Max Ernst, André Masson, Bohuslav Martinů, Edgar Varèse, R. Niebuhr, D. Mac Donald, sau, din nou, pe contele Coudenhove-Kalergi, pe care îl cunoscuse deja la Viena, în 1927, în timpul primei sale călătorii.

### Perioada postbelică
În 1946, Denis de Rougemont publică la New York Scrisori despre bomba atomică (ilustrate de pictorul suprarealist chilian Roberto Matta), în urma dezastrului dela Hiroshima și Nagasaki, de care el a fost profund șocat. 
În aprilie 1946 se întoarce în Europa. Pe 8 septembrie 1946, publică primul său discurs privind unirea Europei. Înapoi în Statele Unite, petrece cinci zile în închisoare la Ellis Island, pentru motive care nu au fost niciodată clarificate. 
În 1947, Rougemont îl întâlnește pe Albert Einstein la Universitatea din Princeton, cu care discută despre problemele uniunii europene. În luna iulie a aceluiași an, el se reîntoarce definitiv în Europa și se stabilește la Ferney-Voltaire, în " Maison des Bois ", o fostă fermă aparținând castelului Ferney, ocupată înainte de război de prietenul său, guvernatorul Paulding (1897-1965).
Angajat în construcția europeană, Denis de Rougemont rostește la sfârșitul lunii august 1947 discursul inaugural la primul Congres al Uniunii europene a federaliștilor, ținut la Montreux, din care a rezultat Congresul de La Haga în 1948 și promovarea unui Centru  European al culturii, al cărui director a și fost mai târziu.
În mai 1948, Denis de Rougemont dă citire, în sesiunea de închidere a Congresului de La Haga, (prezidat de Winston Churchill), Mesajul către europeni. În noiembrie, el este ales delegatul general al Uniunii Europene a Federaliștilor. În 1949, Rougemont deschide la Geneva, sub auspiciile Mișcării Europene, un Birou de studii responsabil cu pregătirea Conferinței Europene a Culturii. Aceasta este organizată la Lausanne (Elveția) între 8 și 11 decembrie, sub președinția lui Salvador de Madariaga. Denis de Rougemont este raportor general.
În 1950, Denis de Rougemont participă la Berlin la o adunare de intelectuali care va da naștere Congresului pentru libertatea culturii, el fiind ales președinte al comitetului executiv până în 1966. A scris și a distribuit Adunării consultative a Consiliului Europei, Scrisori către deputații europeni în numele celor 6000 de studenți care manifestează în fața Consiliului Europei. A prezidat crearea unui Centru cultural european (CEC), din care s-au desprins multe instituții europene (inclusiv Asociația europeană a festivalurilor de muzică, dar și astăzi faimosul CERN). 
În 1963 a fost distins cu Premiul Prince de Monaco și, în același an, a fondat Institutul universitar de Studii Europene (IUEE), asociat cu Universitatea din Geneva, pe care îl conduce până la pensionare, în 1978 și unde a predat, până în anul morții, istoria ideilor europene și federalismul.
În 1967 a primit premiul Orașului Geneva. Pe 17 aprilie 1970 la Universitatea din Bonn i-a acordat medalia și premiul Robert Schuman pentru întreaga activitate, în special, pentru lucrarea Douăzeci și opt de secole de Europă și Șansele Europei, și în calitatea sa de director al Centrului European al Culturii. În 1971 a fost numit doctor honoris causa al facultății de drept al Universității din Zürich. 
În 1970 contribuie la dezvoltarea mișcării ecologiste: este membru fondator al Grupului din Bellerive (1977), organ de reflecție asupra orientărilor din societatea industrială și autor de lucrări de pionierat despre pericolele nucleare; în același an, apare Viitorul este treaba noastră, una dintre marile lui cărți, dedicată problemelor ecologice; a fondat împreună cu Jacques Ellul grupul Ecoropa. Pe 11 noiembrie, 1976 a primit o diploma de la Academia din Atena. În 1978, a fondat revista Cadmos, un organ al Centrului european al culturii și al Institutului Universitar de Studii Europene (IUEE). În 1981 a fost numit doctor honoris causa al Universității din Galway, Irlanda. În 1982 a fost distins cu Marele Premiu al Fundației Schiller din Elveția.
Denis de Rougemont moare la Geneva pe 6 decembrie 1985 și, ca toți deținătorii Premiului Orașului Geneva, este îngropat în Cimitirul Regilor din Plainpalais.
Denis de Rougemont este considerat unul dintre marii gânditori pionieri ai ideeii instituirii unui federalism european și, împreună cu Alexandre Marc, este unul dintre principalii reprezentanți ai federalismului total.

## Omagii
- Un liceu și o stradă poartă numele lui în Neuchâtel[29].
- În Orașul Geneva i s-a dedicat o stradă din cartierul Petit-Saconnex, în apropiere de Place des Nations, în care este sediul european al Națiunilor Unite.
- Denis de Rougemont este îngropat în Cimitirul Regilor, de la Geneva.
- Trenul RABDe 500 013-8 de SBB poartă numele de Denis de Rougemont. Citate din Denis de Rougemont decorează interiorul vagoanelor.

### Articole conexe
- Universitatea din Neuchâtel
- Federalismul
- Federalismul European